# Халалии
Халалии (гав. Hālaliʻi) — пересыхающее озеро, расположенное в южной части острова Ниихау, Гавайи, США. В сезон дождей, достигая площади 3,4 км², становится крупнейшим озером Гавайских островов. Находится вблизи от Халулу, который является самым крупным непересыхающим естественным озером архипелага.
В период засухи озеро превращается в сухую красноватого цвета равнину с небольшими солоноватыми озерцами на ней:95. Иногда водоём не рассматривается как озеро, ввиду неравномерности его уровня воды:66–67.
По словам гавайских лингвистов Мэри К. Пукуи, Сэмюэля Х. Эдьберта, Эстера Т. Мукуни озеро названо в честь своего владельца, гавайского верховного вождя. В соответствии со второй версией озеро носит имя мифического персонажа Халалии (гав. Hālaliʻi), одного из вождей острова Ниихау.
Растущая по берегам осока Cyperus laevigatus традиционно применялась коренными гавайцами для плетения ковриков. Болотистое дно озеро также использовалось при выращивании сахарного тростника.